# رائول ناواس (بازیکن فوتبال، زاده ۱۹۷۸)
رائول ناواس (انگلیسی: Raúl Navas؛ زادهٔ ۳ مهٔ ۱۹۷۸) بازیکن فوتبال اهل اسپانیا است.
از باشگاه‌هایی که در آن بازی کرده‌است می‌توان به باشگاه فوتبال لینکولن رد ایمپس، باشگاه فوتبال کوردوبا، باشگاه فوتبال کادیس، باشگاه ورزشی تنریف، و باشگاه فوتبال خرز اشاره کرد.